# HD 87808
HD 87808，又名BD-16 2974，SAO 155739、HR 3977，是一颗恒星，视星等为5.6，位于銀經256.19，銀緯30.45，其B1900.0坐标为赤經10h 2m 21.6s，赤緯-16° 30.45′ 8″。